# Zvezdane staze: Sledeća generacija
Zvezdane staze: Sledeća generacija (engl. Star Trek: The Next Generation) jeste američka naučno-fantastična serija, koju je osmislio Džin Rodenberi. Serijal Sledeća generacija je, prema mnogim kritičarima i ljubiteljima, najbolji serijal o Zvezdanim stazama. Poznat je po tome što sadrži dosta duhovnih elemenata, odnosno, nije orijentisan isključivo na akciju.
U Americi se premijerno prikazivala na NBC od 28. septembra 1987, a u Jugoslaviji na RTV Sarajevo, od 23. januara 1989, u okviru noćnog programa "Noć i dan".

## Kratak sadržaj
Kapetan Žan-Luk Pikard (Patrik Stjuart) kapetan je broda . To je peti federacijski brod koji nosi to čuveno ime. Uz pomoć ostalih važnijih članova posade, prvog oficira Vilijama T. Rajkera („Broj jedan“), poručnika Date, brodske savetnice Dijane Troj, šefa mašinskog odeljenja Džordija Lafordža, poručnika Vorfa, poručnice Taše Jar (preminula 2364) i doktorki Beverli Krašer i Katrin Pulaski, kapetan Pikard se suočava sa mnogim problemima koji muče razne međuzezdane rase. Kroz sedam sezona, Enterprajz se suočava sa, možda i najopasnijim neprijateljem u galaksiji, Borgom, koji je u dvodelnoj epizodi „The Best of Both Worlds" to i dokazao, uništivši čak 39 federacijskih brodova samo jednom Kockom. U serijalu postoje i epizode sa raznim vremenskim petljama, skokovima i putovanjima. Radi primera, u epizodi „Yesterday's Enterprise" Enterprajz susreće svog prethodnika, , koji je došao iz prošlosti i na taj način promenio sadašnjost.
U pilot epizodi, „Encounter at Farpoint", Kju iskušava ljudsku rasu. Kju je svemoguće biće, koje živi u Kju Univerzumu, kojeg ljudski um ne može shvatiti. Zanimljivo je da se i u poslednjoj epizodi to suđenje nastavlja.
Serijal Sledeća generacija unosi neke zanimljive naučne i tehnološke novosti u Zvezdane staze. U knjizi Majkla Okude „The Next Generation Technical Manual" detaljno su objašnjene sve funkcije broda i načini na koje se oni obavljaju, kao i pokušaji njihovog objašnjavanja uz pomoć relevantnih naučnih činjenica. Radi primera, inercijski prigušivači, prilikom skoka u vorp, kompenzuju silu inercije tako što proizvode potpuno jednaku silu, ali suprotnog predznaka, pa posada Enterprajza ostaje živa i zdrava.

## Likovi
| Lik               | Pozicija                      | Rasa                       | Glumac          |
| ----------------- | ----------------------------- | -------------------------- | --------------- |
| Žan-Lik Pikard    | Kapetan                       | Čovek                      | Patrik Stjuart  |
| Vilijam T. Rajker | Prvi oficir                   | Čovek                      | Džonatan Frejks |
| Dejta             | Drugi istraživački oficir     | Android                    | Brent Spajner   |
| Vorf              | Taktički i operacijski oficir | Klingonac                  | Majkl Dorn      |
| Džordi Lafordž    | Šef mašinerije                | Čovek                      | Levar Berton    |
| Dijana Troj       | Brodska savetnica             | polu Čovek - polu Betazoid | Marina Sirtis   |
| Dr Beverli Krašer | Doktor                        | Čovek                      | Gejts Makfaden  |
| Dr Katrin Pulaski | Doktor                        | Čovek                      | Dajana Maldur   |
| Taša Jar          | Taktički i operacijski oficir | Čovek                      | Deniz Krozbi    |
| Vesli Krašer      | Kormilar                      | Čovek                      | Vil Viton       |
| Kju               | Svemoguće biće                | Q                          | Džon de Lansi   |
| Gajnan            | Barmen u Ten-Forwardu         | El-Aurijanka               | Vupi Goldberg   |

## Spoljašnje veze
- Članak о Sledećoj generaciji na Успоменама Алфе (језик: српски)

1. ↑  "Borba", 21. jan. 1989, str. 20. istorijskenovine.unilib.rs